# Lijst van gemeentelijke monumenten in Beek (Limburg)
De gemeente Beek heeft één gemeentelijk monument. 
| Object                                                  | Bouwjaar | Architect  | Locatie         | Plaats | Coördinaten                  | Nr.    | Afbeelding        |
| ------------------------------------------------------- | -------- | ---------- | --------------- | ------ | ---------------------------- | ------ | ----------------- |
| Kapel van Onze Lieve Vrouw van de Wonderdadige Medaille | 1954     | J.Huismans | De Counelaan 1a | Beek   | 50° 56' 9" NB, 5° 47' 30" OL | 0888/1 | Meer afbeeldingen |